# Las Flores, Oxchuc
Las Flores är en ort i Mexiko.   Den ligger i kommunen Oxchuc och delstaten Chiapas, i den sydöstra delen av landet, 800 km öster om huvudstaden Mexico City. Las Flores ligger 1 503 meter över havet och antalet invånare är 164.
Terrängen runt Las Flores är lite bergig. Runt Las Flores är det ganska tätbefolkat, med 75 invånare per kvadratkilometer. Närmaste större samhälle är Ocosingo, 19,3 km öster om Las Flores. I omgivningarna runt Las Flores växer i huvudsak städsegrön lövskog.